# Josef Neumayr
Josef Neumayr (* 1966 in Kitzbühel) ist ein österreichischer Journalist und Vorstandsvorsitzender des Vereins „Lernen aus der Zeitgeschichte“.

## Leben
Nach beruflichen Tätigkeiten beim Radiosender Ö3, dem Magazin Wiener und der Zeitschrift News war er Chefredakteur der Barbara Karlich Show, Pressesprecher der Fernsehsendung Vera und danach Chefredakteur des ExtraDienstes.
Im Frühjahr 2002 initiierte er mit dem Journalisten Andreas Kuba das Projekt „A Letter To The Stars“. In dem seit 2003 jährlich stattfindenden Projekt recherchierten Schüler aus ganz Österreich u. a. Biografien von Opfern und Überlebenden des Holocausts.
Aufgrund der zahlreichen Begegnungen zwischen Jugendlichen und Überlebenden der Shoa ergab sich das zusätzliche Projekt „projektXchange“. Es soll vor allem zur besseren Integration und Akzeptanz von Migranten führen.
Josef Neumayr lebt in Wien.